# حزب الوسط الاجتماعي
حزب الوسط الاجتماعي هو حزب سياسي تونسي أسس عام 2007. تحصل الحزب على التأشيرة القانونية في 3 مارس 2011.

## أهداف الحزب
حدد الحزب أهدافه في 17 نقطة:
- 1- تكريس ثقافة التسامح والمواطنة والمسؤولية والتضامن، ويتخذ من الالتزام بالشفافية والتدرج والوسطية منهجا لتحقيق الأهداف والرؤى .
- 2- تأطير كل العناصر الحية في البلاد، والملتزمة بقضايا وهموم المواطنين .
- 3- توعية هذه العناصر توعية سياسية نبيلة حتى يكونوا قادرين على ممارسة حقوقهم، وفرض وجودهم في المجتمع ليعترف لهم بحقوقهم الطبيعية والشرعية، فيشعرون بأنهم أحرار في وطن حر يضمن لهم الحياة الآمنة ويتمتعون بكرامة وعزة وحرية .
- 4-خلق مناخ وعلاقات نضالية بين المناضلين والمناضلات المنضوية تحت لواء الحزب ليستفيد بعضها من بعض حسب الإمكانيات الفكرية والمميزات الخاصة التي يتوفر عليها كل واحد في إطار سياسي سليم قوامه الالتزام التام بمبادئ الحزب، والعمل على خدمة المصلحة العليا للبلاد .
- 5- الدفاع عن سيادة الوطن .
- 6- الدفاع عن المصالح المادية والمعنوية للفلاحين والعمال، والتجار، وقدماء المقاومين، حتى يستفيد كل مواطن تونسي من خيرات بلاده ومن ثرواتها مقابل ما يسديه إياها من خدمات وتضحيات حقيقية .
- 7- إقرار ديمقراطية فعلية تأخذ بعين الاعتبار التطور الاقتصادي والاجتماعي و الثقافي للشعب التونسي، وتهدف إلى الحفاظ على الهوية العربية والإسلامية، وضمان حقهما في التعبير عن وجودهما .
- 8- الالتزام بحقوق الإنسان كما هو متعارف عليها في المواثيق الدولية .
- 9- بناء مجتمع ديمقراطي سليم في أسسه ومؤسساته، يستجيب لطموحات الشعب وانتظاراته .
- 10- ضمان العيش الكريم للفئات المستضعفة ومحاربة الفوارق الطبقية بشتى الوسائل، والحفاظ على الطبقة المتوسطة باعتبارها شريحة فاعلة في المجتمع .
- 11- إقرار المنافسة الشريفة والفعلية الوطنية في الميدان الاقتصادي بين جميع الفعاليات الاقتصادية .
- 12- التوزيع العادل لخيرات البلاد بين جميع الجهات، وفق مخطط واضح المعالم، في إطار منظور محلي وجهوي يأخذ بعين الاعتبار خصوصيات المنطقة .
- 13- تحقيق التنمية السياسية والثقافية وفق خصوصيات ومقومات الشعب التونسي بهدف بناء مؤسسات تمثيلية حقة .
- 14- العمل على حماية وضمان التنوع الثقافي، واحترامه، ومساعدته بفتح المجال الواسع أمامه للتعبير عن نفسه بكل حرية، وبدون خلفيات وأحكام مسبقة، في إطار المساواة والتنافس البناء .
- 15- العمل على نشر التربية السياسية الهادفة والوقوف في وجه كل تطرف أو مغالاة فكرا وعملا مهما كان مصدره .
- 16- يلتزم الحزب بالعمل في نطاق الشرعية الدستورية والقانون ويحترم مكاسب الشعب وخاصة منها النظام الجمهوري وأسسه ومبدأ سيادة الشعب كما نظمها الدستور والمبادئ المتعلقة بالأحوال الشخصية .
- 17 - اجتناب تعاطي أي نشاط من شأنه أن يخلّ بالأمن الوطني والقومي وبالنظام العام وحقوق وحريات الغير .

## في الانتخابات
قدم الحزب في انتخابات المجلس الوطني مرشحين في 9 دوائر (على 33)، وهي أريانة ومنوبة ونابل 2 والكاف وسليانة  وصفاقس 1و2 والمهدية وإيطاليا.